# Morphée (armée)
Pour les articles homonymes, voir Morphée (homonymie).
L'acronyme Morphée désigne un « module de réanimation pour patient à haute élongation d'évacuation ». Il s'agit d'un module qui permet d'assurer l'évacuation aéroportée simultanée d'une dizaine de blessés graves, dans les mêmes conditions qu'un service de soins intensifs, à bord des avions ravitailleurs de l'armée de l'air française comme le Boeing C-135 ou l'Airbus A330 Phénix. Conçu pour être utilisé dans le cadre des OPEX, le dispositif Morphée a également été utilisé sur le territoire national lors de la pandémie de maladie à coronavirus de 2020 en France.